# Aloe 'Humvir'
Aloe 'Humvir' é uma espécie de liliopsida do gênero Aloe, pertencente à família Asphodelaceae.